# Ballymena
Ballymena (irisch: An Baile Meánach, „mittlere Stadt“) ist eine Stadt in der historischen Grafschaft Antrim, Nordirland, Vereinigtes Königreich, und war der Verwaltungssitz des ehemaligen Districts Ballymena, der 2015 im District Mid and East Antrim aufging. Sie ist nunmehr der Verwaltungssitz des Districts Mid and East Antrim. Die Stadt hat 29.467 Einwohner (2011), davon sind 25,8 % katholisch und 61,4 % gehören einer anderen christlichen Konfession an.
Am Ort befindet sich ein Hillfort und der Regierungsbunker Ballymena.
Das Court Tomb von Ballymarlagh liegt südöstlich von Ballymena.

## Unruhen Juni 2025
Ab dem 9. Juni 2025 abends kam es zu Unruhen in Ballymena. Ursache soll eine versuchte Vergewaltigung einer Jugendlichen am 7. Juni  gewesen sein. Die beschuldigten 14-jährigen Täter sollen rumänischer Staatsangehörigkeit sein.
Die Unruhen, die sich vor allem gegen Migranten aus Rumänien richteten, dauerten auch am 11. Juni noch an und die Polizei Nordirlands bat um Unterstützung aus England, Schottland und Wales, nachdem auch aus Larne Unruhen gemeldet wurden. Mindestens 32 Polizeibeamte wurden verletzt. Sechs Personen wurden in Gewahrsam genommen.

## Söhne und Töchter der Stadt
- James McHenry (1753–1816), einer der Gründerväter der USA
- Matilda Cullen Knowles (1864–1933), Botanikerin
- Brian Herbinson (1930–2022), kanadischer Vielseitigkeitsreiter
- Syd Millar (1934–2023), Rugbyspieler und Vorsitzender des Weltverbands
- Billy Kerr (1945–2012), Radrennfahrer
- Clodagh Rodgers (1947–2025), Sängerin und Schauspielerin
- Liam Neeson (* 1952), Schauspieler
- Alexander Aloysius McGuckian (* 1953), römisch-katholischer Ordensgeistlicher, Bischof von Down und Connor
- Nigel Worthington (* 1961), Fußballspieler und -trainer
- Steve Penney (* 1964), Fußballspieler
- James Nesbitt (* 1965), Schauspieler
- Paul Kearney (* 1967), Autor
- Colin Murdock (* 1975), Fußballspieler
- Ryan Connor (* 1984), Radrennfahrer
- Steven Davis (* 1985), Fußballspieler
- Michael McKillop (* 1990), Leichtathlet